# Varel
Varel là một thị xã ở huyện Friesland, trong bang Niedersachsen, Đức. Đô thị này có diện tích 113,53 km². Varel nằm gần sông Jade và Jadebusen, cự ly khoảng 15 km về phía nam của Wilhelmshaven, và 30 km về phía bắc của Oldenburg.

## Cư dân nổi bật
- Hildegard Behrens (1937–2009),
- Heiko Daxl (sinh 1957)
- Erich Heckel
- Massiv in Mensch
- Karl Schmidt-Rottluff
- Lothar Meyer (1830–1895)
- Johann Gerhard Oncken (1800–1884)
- Carl Carls (1880–1958)
- Friedrich Wegener (1907–1990)
- Hans-Paul Bürkner (sinh năm 1951), CEO của Boston Consulting Group
- Markus Eichler (sinh năm 1982)

## Kết nghĩa
- Jackson, Michigan (Hoa Kỳ)[1]